# Sân bay quốc tế Bandung Majalengka
Sân bay quốc tế Bandung Majalengka là một sân bay dự kiến xây dựng để phục vụ  Bandung, Indonesia. Sân bay này sẽ được đặt ở Kertajati, huyện Majalengka, some 100 km về phía đông của Bandung. Sau khi hoàn thành, sân bay này sẽ thay thế sân bay quốc tế Husein Sastranegara, Sân bay quốc tế Sultan Syarif Qasim II tọa lạc ở trung tâm thành phố vốn không phù hợp cho công tác an toàn bay.
Tổng mức đầu tư dự kiến 25,4 ngàn Rp.